# Trogoderma variegatum
Trogoderma variegatum is een keversoort uit de familie spektorren (Dermestidae). De wetenschappelijke naam van de soort werd in 1849 gepubliceerd door Antoine Joseph Jean Solier.